# Heterusia hypophlebica
Heterusia hypophlebica là một loài bướm đêm trong họ Geometridae.